# Euryops (botanica)
 Euryops  (Cass.) Cass., 1820 è un genere di piante angiosperme dicotiledoni della famiglia delle Asteraceae (sottofamiglia Asteroideae).

## Etimologia
L'etimologia del nome del genere deriva dal greco antico e significa "con gli occhi spalancati.
Il nome scientifico del genere è stato definito dal botanico Alexandre Henri Gabriel de Cassini (1781-1832) nella pubblicazione " Dictionnaire des Sciences Naturelles, dans lequel on traite méthodiquement des différens êtres de la nature, considérés soit en eux-mêmes, d'aprés l'état actuel de nos connoissances, soit relativement à l'utilité quén peuvent retirer la médecine, l'agriculture, le commerce et les arts. Strasbourg. Edition 2" ( Dict. Sci. Nat., ed. 2. [F. Cuvier] 16: 49) del 1820.

## Descrizione

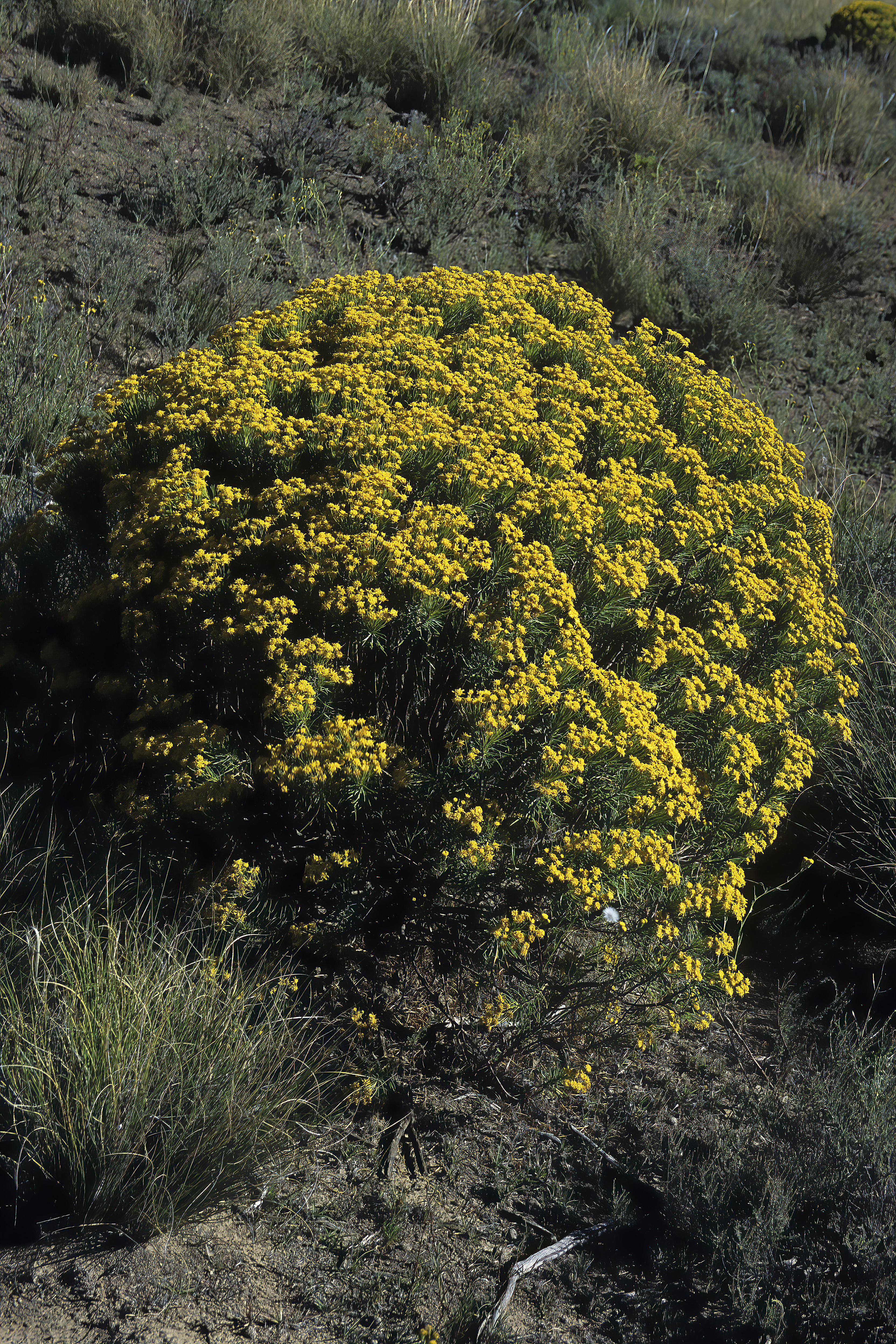
Il portamento
Euryops floribundus

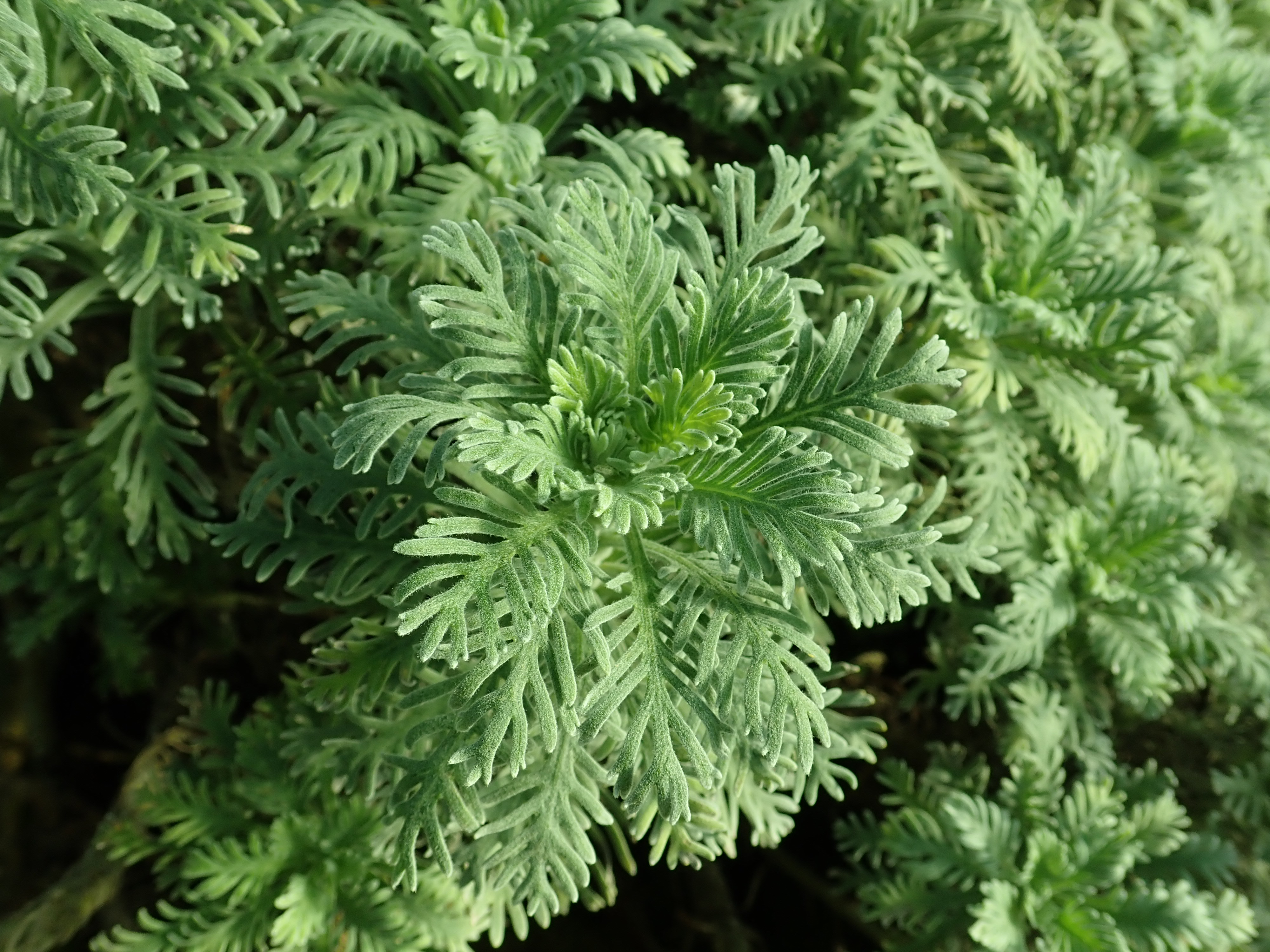
Le foglie
Euryops pectinatus

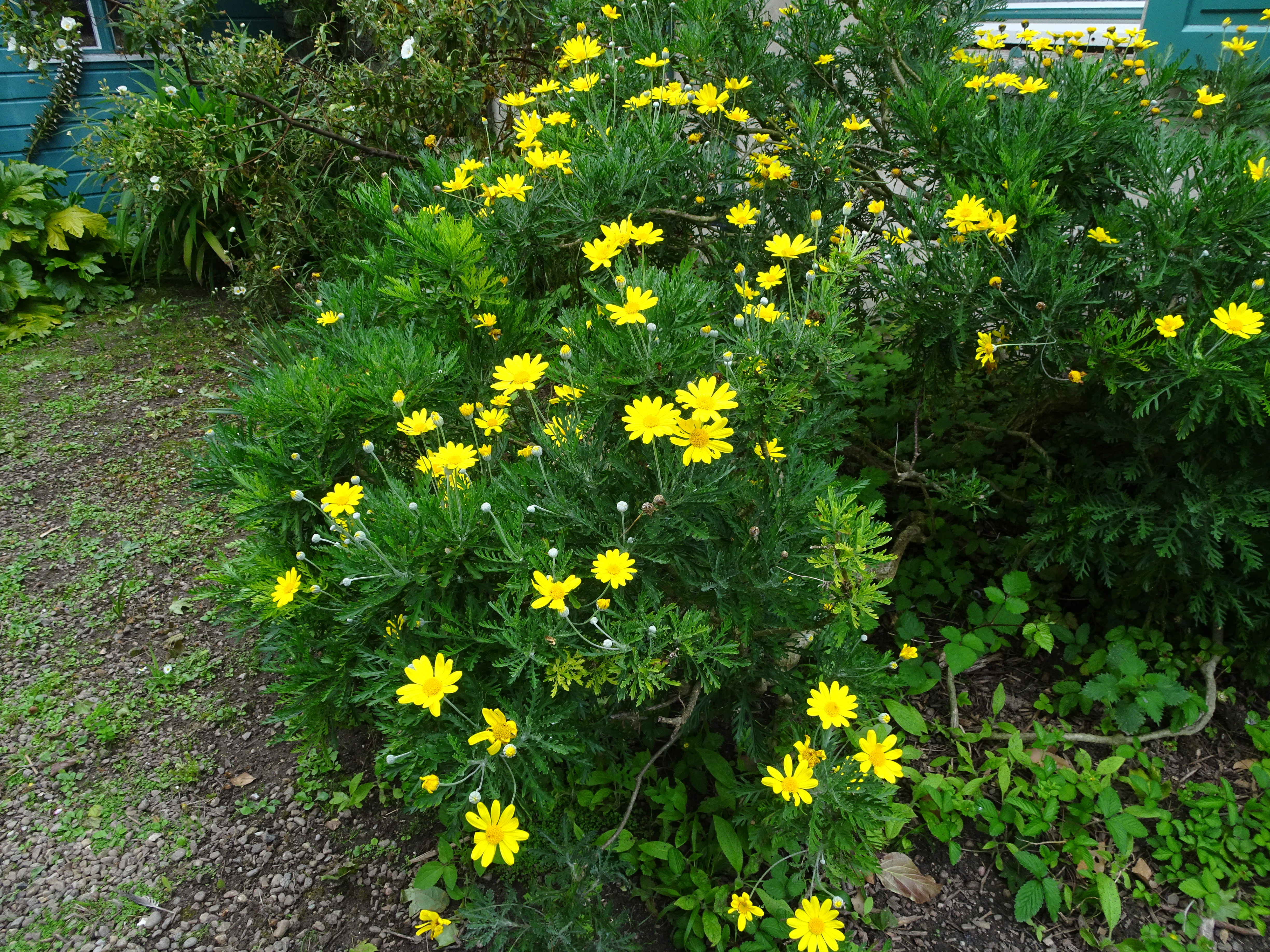
Infiorescenza
Euryops chrysanthemoides

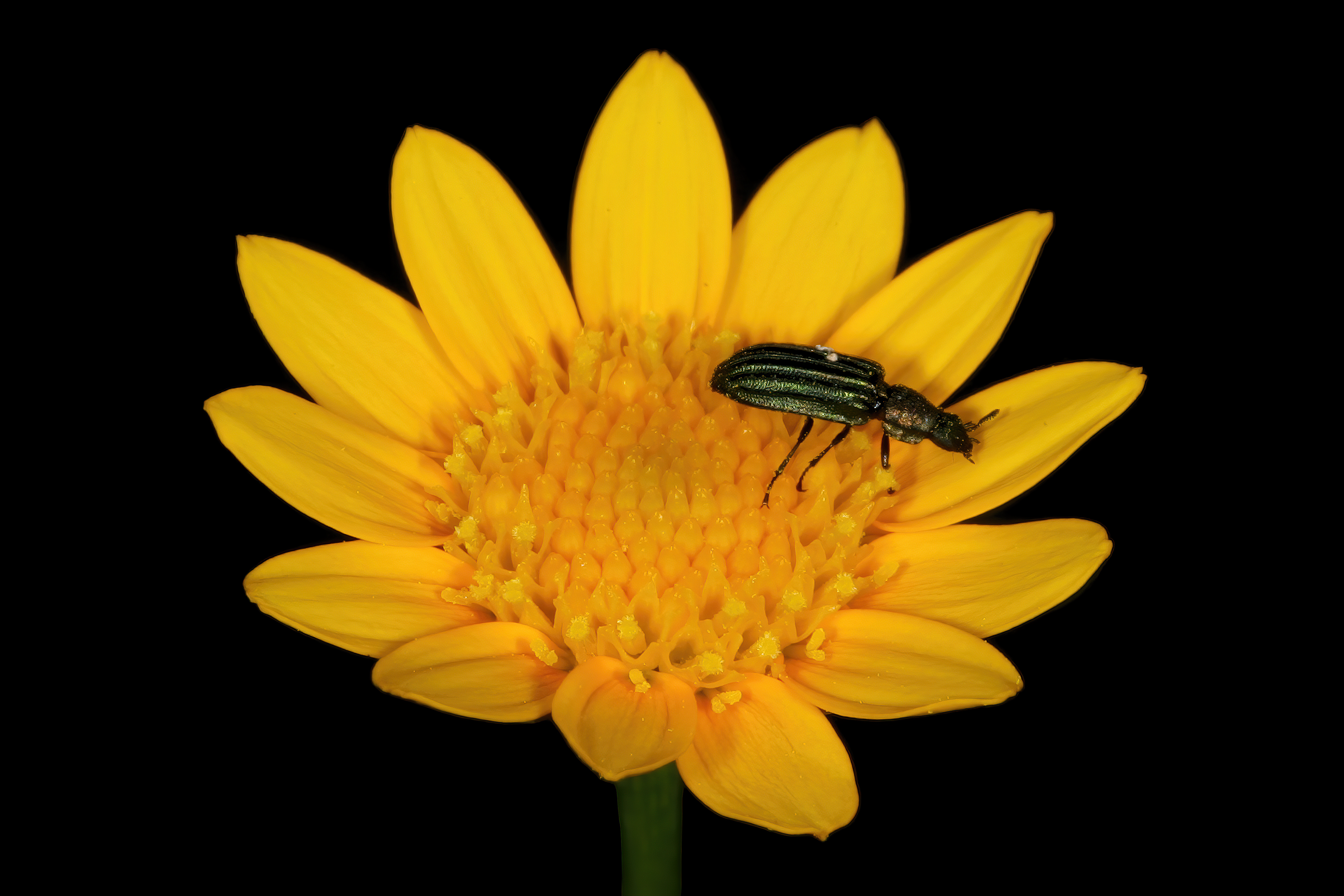
I fiori
Euryops leiocarpus

Habitus. Il genere comprende specie erbacee perenni (una sola è annua) oppure specie con portamenti arbustivi.
Fusto. I fusti sono eretti e poco o molto ramificati (nelle specie arbustive).
Foglie. Le foglie in genere sono cauline disposte in modo alternato (raramente si hanno portamenti subrosulati). Sono sessili con forme da intere a variamente da lobate a pennatosette.
Infiorescenza. Le sinflorescenze sono composte da più capolini (ma anche uno solo) organizzati in formazioni corimbose. Le infiorescenze vere e proprie sono formate da capolini con portamenti ascellari o su nudi peduncoli, sia numerosi che singoli pseudo-terminali; la forma è radiata o raramente discoide. Il peduncolo non è sotteso da un calice di brattee. In particolare i capolini sono composti da un involucro formato da diverse brattee, a volte connate (raramente libere), disposte in modo più o meno embricato su una serie sola, al cui interno un ricettacolo fa da base ai fiori di due tipi (fiori dimorfici): quelli esterni del raggio ligulati e quelli più interni del disco tubulosi. Il ricettacolo in genere è nudo (senza pagliette) e può essere peloso o glabro.
Fiori.  I fiori sono tetra-ciclici (formati cioè da 4 verticilli: calice – corolla – androceo – gineceo) e pentameri (calice e corolla formati da 5 elementi). Sono inoltre ermafroditi, più precisamente i fiori del raggio (quelli ligulati e zigomorfi) sono femminili; mentre quelli del disco centrale (tubulosi e actinomorfi) sono bisessuali (raramente sono funzionalmente maschili).
- Formula fiorale:

*/x K {\displaystyle \infty }, [C (5), A (5)], G 2 (infero), achenio
- Calice: i sepali del calice sono ridotti ad una coroncina di squame.
- Corolla: nella parte inferiore i petali della corolla sono saldati insieme e formano un tubo. In particolare la corolla del disco centrale (tubulosi) termina con delle fauci dilatate a raggiera con cinque lobi deltato-ovati. La corolla dei fiori periferici (ligulati) il tubo si trasforma in un prolungamento nastriforme terminante più o meno con cinque dentelli. Il colore è giallo.
- Androceo: gli stami sono 5 con dei filamenti liberi; le antere invece sono saldate fra di loro e formano un manicotto che circonda lo stilo (sono inoltre prive di appendici filiformi). Le antere normalmente sono senza coda ("ecaudate") e sono tetrasporangiate, raramente sono bisporangiate. Il tessuto endoteciale è radiale o polarizzato. Il polline è tricolporato (tipo "helianthoid").[11]
- Gineceo: lo stilo è biforcato (raramente unico) con due stigmi nella parte apicale; gli stigmi hanno delle aree stigmatiche separate, sono troncato-ottusi e sono pubescenti. L'ovario è infero uniloculare formato da 2 carpelli.

Frutti. I frutti sono degli acheni con pappo. La forma dell'achenio è affusolata o ellittico-oblunga, con superficie glabra o papilloso-pelosa. Sono presenti doppi peli "mixogenici" (hanno proprietà mucillaginaceei se immersi in acqua). Il carpoforo è indistinto o distinto e ha la forma di un anello apicale. Il pappo in genere è bianco e formato da una serie di flessuose setole barbate caduche (oppure è assente).

## Biologia
Impollinazione: l'impollinazione avviene tramite insetti (impollinazione entomogama tramite farfalle diurne e notturne).
Riproduzione: la fecondazione avviene fondamentalmente tramite l'impollinazione dei fiori (vedi sopra).
Dispersione: i semi (gli acheni) cadendo a terra sono successivamente dispersi soprattutto da insetti tipo formiche (disseminazione mirmecoria). In questo tipo di piante avviene anche un altro tipo di dispersione: zoocoria. Infatti gli uncini delle brattee dell'involucro (se presenti) si agganciano ai peli degli animali di passaggio disperdendo così anche su lunghe distanze i semi della pianta. Inoltre per merito del pappo il vento può trasportare i semi anche a distanza di alcuni chilometri (disseminazione anemocora).

## Distribuzione e habitat
La distribuzione delle specie di questo genere è relativa alla Penisola Araba, Africa orientale e Sudafrica.

## Tassonomia
La famiglia di appartenenza di questa voce (Asteraceae o Compositae, nomen conservandum) probabilmente originaria del Sud America, è la più numerosa del mondo vegetale, comprende oltre 23.000 specie distribuite su 1.535 generi, oppure 22.750 specie e 1.530 generi secondo altre fonti (una delle checklist più aggiornata elenca fino a 1.679 generi). La famiglia attualmente (2021) è divisa in 16 sottofamiglie; la sottofamiglia Asteroideae è una di queste e rappresenta l'evoluzione più recente di tutta la famiglia.

### Filogenesi
Il genere di questa voce appartiene alla sottotribù Othonninae della tribù Senecioneae (una delle 21 tribù della sottofamiglia Asteroideae). In base ai dati filogenetici la sottotribù, all'interno della tribù, occupa una posizione più o meno centrale e insieme alla sottotribù Senecioninae forma un "gruppo fratello".
I seguenti caratteri sono distintivi per la sottotribù:
- l'areale di origine della maggior parte delle specie è africana ("Sub-Saharan Africa");
- la forma e la disposizione delle brattee dell'involucro è varia;
- questo gruppo inoltre mostra notevoli variazioni in alcuni caratteri morfologici, come la forma e la disposizione delle foglie, l'indumento, il tipo di infiorescenza e il colore dei fiori.

La struttura principale della sottotribù è formata da una politomia di tre subcladi: (1) Gymnodiscus e Crassothonna, (2) Euryops, (3) Othonna, Hertia e Lopholaena.
I caratteri distintivi per le 103 specie del genere  Euryops sono:
- queste piante possono produrre resina e possiedono sesquiterpeni;
- le foglie sono talvolta pennatopartite;
- i fiori del raggio sono gialli;
- gli acheni sono omomorfici (sono tutti uguali);

- alcune specie gli acheni, delle regioni aride, sono "mixogenici" (hanno proprietà mucillaginacee se immersi in acqua);

Il numero cromosomico della specie è: 2n = 20, 40 e 60 .

### Sinonimi
Sono elencati alcuni sinonimi per questa entità:
- Jacobaeastrum Kuntze, 1891
- Caraea  Hochst. ex Steud, 1840
- Enantiotrichum  E.Mey. ex DC., 1838
- Gamolepis  Less., 1832
- Jacquemontia  Bél., 1836
- Lasiocoma  Bolus, 1906
- Lysichlamys  Compton, 1943
- Psilothamnus  DC., 1838
- Ruckeria  DC., 1838
- Thodaya  Compton, 1931